# Vụ đánh bom nhà hàng nổi Mỹ Cảnh 1965
Vụ đánh bom nhà hàng nổi Mỹ Cảnh là sự kiện do toán đặc công Mặt trận Dân tộc Giải phóng miền Nam Việt Nam gài hai quả bom tại thủ đô Sài Gòn của Việt Nam Cộng hòa khiến 42 người thiệt mạng vào ngày 25 tháng 6 năm 1965.

## Diễn biến
Quả bom đầu tiên phát nổ lúc 8 giờ 15 phút tối (giờ địa phương) tại bến Bạch Đằng, trước nhà hàng nổi Mỹ Cảnh (còn gọi là Mỹ Cảnh Café) bên bờ sông Sài Gòn. Vụ nổ thứ nhất làm 31–32 người thiệt mạng và 42 người bị thương. Trong số những người thương vong, 13 người Mỹ và hầu hết những người khác đều là công dân Việt Nam.
Cùng lúc với vụ nổ đầu tiên, một quả bom khác phát nổ bên cạnh một quầy bán thuốc lá bên bờ sông gần nhà hàng nổi. Vụ nổ này khiến cho một phụ nữ người Mỹ thiệt mạng.